# Abeliasläktet
Abeliasläktet är ett växtsläkte inom familjen kaprifolväxter. Inom detta släkte finns cirka 30 arter och dessa är både lövfällande och städsegröna. Dessa arter har sin utbredning från östra Asien till Mexiko. Abeliorna är buskar och blir upp till 1,8 meter höga, har böjda grenar och mörkgröna blad. Blommorna sitter i klasar, är trattformade, relativt små och finns både som vita och rosa.

## Ett urval av arter
| - Abelia aitchinsonii - Abelia biflora- (Kina) - Abelia buddleioides- (Kina) - Abelia chinensis- (Kina) - Abelia coriacea- (Mexiko) - Abelia corymbosa- (Centralasien) - Abelia curviflora- (Japan) - Abelia dielsii- (Kina) - Abelia engleriana- (Sichuan, Kina) - Abelia fargesii- (Japan) - Abelia floribunda- (Mexiko) - Abelia forrestii- (Kina) - Abelia integrifolia- (Japan) | - Abelia ionostachya- (Japan) - Abelia macrotera- (Kina) - Abelia mexicana- (Mexiko) - Abelia mosanensis- (Korea) - Abelia occidentalis- (Mexiko) - Abelia parvifolia- (Kina) - Abelia serrata- (Japan) - Abelia spathulata- (Japan) - Abelia speciosa- (Mexiko) - Abelia tomentosa- (Japan) - Abelia taihyonii- (Korea) - Abelia triflora- (Himalaya) - Abelia umbellata- (Sichuan, Kina) - Abelia uniflora |

Hybrider
- Abelia x grandiflora Hort. ex. Bailey